# Passo Khyber
Il passo Khyber (o passo del Khaiber o passo del Khaybar) (urdu: درہ خیبر) è il passo di montagna che collega il Pakistan con l'Afghanistan.

## Storia
Il passo era parte integrante dell'antica via della seta, ed è uno dei più noti e antichi passi mai conosciuti al mondo. In passato fu un importante punto di passaggio tra l'Asia centrale e l'Asia meridionale nonché luogo di importanza strategico-militare. Dario I di Persia, Alessandro Magno, Gengis Khan, gli arabi e i turchi utilizzarono questo passo.
Per ragioni strategiche, i britannici hanno costruito una ferrovia, inaugurata nel 1925. La ferrovia del passo Khyber va da Jamrud, vicino a Peshawar, fino alla frontiera afgana, vicino a Landi Kotal. Durante la seconda guerra mondiale vennero innalzati sul passo dei blocchi di cemento per bloccare un'eventuale invasione dell'India da parte dei carri armati tedeschi.

## Geografia
A nord del passo vi è il territorio delle tribù Mullagori, mentre a sud vi è la valle di Tirah, dove vivono le tribù Afridi. Sia gli afridi che gli afgani Shinwari hanno difeso il passo come proprio territorio durante i secoli, dato che il controllo era fonte di ricchezza per via del pedaggio richiesto.
Sulla strada transitante per la località avviene inoltre il cambio di senso di circolazione, dalla mano sinistra del Pakistan a quella destra dell'Afghanistan.